# Catameces thiophara
Catameces thiophara är en fjärilsart som beskrevs av Turner 1919. Catameces thiophara ingår i släktet Catameces och familjen stävmalar. Inga underarter finns listade i Catalogue of Life.